# Sarcophaga albopunctata
Sarcophaga albopunctata är en tvåvingeart som först beskrevs av Villeneuve 1908.  Sarcophaga albopunctata ingår i släktet Sarcophaga och familjen köttflugor.
Artens utbredningsområde är Kanarieöarna. Inga underarter finns listade i Catalogue of Life.